# Bembidion abchasicum
Bembidion abchasicum es una especie de escarabajo del género Bembidion, categorizada en la tribu Bembidiini, de la subfamilia Trechinae.

## Distribución
Se distribuye por Azerbaiyán y Rusia.

## Taxonomía
Fue descrita por Müller-Motzfeld en 1989.